# Château de Chenaux
Le château de Chenaux se situe à Estavayer-le-Lac dans le canton de Fribourg en Suisse. 

## Histoire
Le château de Chenaux, Castrum de canalibus, tire son nom des larges fossés qui le protégeaient. Il est construit dès 1284 par Pierre d'Estavayer et son frère Guillaume sur le modèle du « carré savoyard ». En 1432, le château fut acquis par Humbert, le bâtard de Savoie, qui y compléta la structure défensive. Pendant la Guerre de Bourgogne, le château fut incendié. C'est grâce aux travaux de reconstruction menée après 1476 que le château obtint son profil actuel. Aujourd'hui, le château sert de siège à la préfecture du district de la Broye.

### Origines et période médiévale
Les origines des seigneurs d’Estavayer, qui comptèrent parmi les plus puissantes familles nobles du pays de Vaud, restent obscures. La seigneurie fut notamment attestée en 1156, dans le Cartulaire de l’Abbaye d’Hauterive, par un acte qui fait mention de Renaud seigneur d’Estavayer et de son fils Conon. À la mort de ce dernier, ses deux fils Guillaume et Renaud II se partagèrent la seigneurie. La branche aînée, issue de Guillaume, conserva le château primitif, sur la Motte-Châtel, tandis que la branche cadette établit résidence dans une maison forte hors des murs, dans le voisinage de l’actuelle Tour de Savoie. Vers 1290, deux membres de cette branche, Pierre et Guillaume d’Estavayer, entreprirent la construction d’un troisième château au Nord-Est du vieux bourg, dit « château des Chenaux ».
En 1402, Humbert le Bâtard, demi-frère du duc Amédée VIII, reçoit la part de la branche cadette et achète en 1432 la seigneurie de Chenaux. Du château, qui tombe déjà en ruine faute d’entretien, il fera une puissante forteresse, le flanquant de braies (1433-1436), puis le complétant de tours symétriques côté lac et d’une barbacane-châtelet à l’entrée (1433-1441), prestigieuse architecture de brique, œuvre de carroniers piémontais ou lombards.
En 1454, Jacques d’Estavayer rachète le château au duc de Savoie, récupérant du même coup la seigneurie. En 1475, lors de la prise de la ville par les Confédérés, les Fribourgeois s’en saisissent, car il est depuis 1466 grevé d’une hypothèque en faveur de l’Hôpital de Fribourg. Le château de Savoie et son fief échurent à Fribourg en 1536. La maison forte, en ruine, fut abandonnée et le site avec ses derniers vestiges fut cédé aux Dominicaines en 1687. Quant au « Vieux Château » de Motte-Châtel, la branche aînée de la famille d’Estavayer, plutôt que de la réparer, préféra déménager dans le courant du XVe siècle, semble-t-il, dans une maison de la place de Moudon. C’est là que mourut en 1632 le dernier descendant de la famille, Laurent d’Estavayer.

#### Une construction en 3 phases
Avant 1300
1. Hourds au haut du donjon
2. Hourds en bois au-dessus de la porte
3. Puits
4. Coupe du donjon, épaisseur du mur : 2m50
5. Pont-levis sur le fossé

En 1450
1. En 1450, construction d’un Jaquemart en molasse, d’abord sans les mâchicoulis
2. Entrée latérale avec pont-levis
3. Autrefois entrée latérale
4. Meurtrière en trou de serrure, encore en place aujourd’hui
5. Entrée reconstruite en 1450, avec mâchicoulis

Depuis 1500
1. Annexes
2. En 1503, construction des 2 tours rondes en briques pour remplacer les tourelles en encorbellement
3. Dépendances d’abord en bois puis en pierre dès 1750
4. Porte d’accès depuis le chemin de ronde encore en place
5. En 1503 : adjonction d’annexes au Jaquemart et d’un couronnement en briques avec mâchicoulis